# Звенигородский 142-й пехотный полк
142-й пехотный Звенигородский полк — пехотная воинская часть Русской императорской армии. Входил в состав 36-й пехотной дивизии.

## История
Полк сформирован 13 октября 1863 г. в составе трёх батальонов из 4-го резервного батальона и бессрочно-отпускных 5-го и 6-го батальонов Якутского полка (сформированного 16 августа 1806 г.). 25 марта 1864 г. полк наименован 142-м пехотным Звенигородским полком, 7 апреля 1879 г. переформирован в 4 батальона; 8 июля 1905 г., по случаю предполагавшегося отправления на театр военных действий с Японией, Звенигородский полк был приведён в боевую готовность, в которой находился по 12 февраля 1906 г., но на Дальний Восток отправлен не был.
В августе 1914 года, в Восточно-Прусской операции, 142-й пехотный Звенигородский полк, входивший в состав 2-й армии генерала Самсонова, попал в окружение и был практически полностью разгромлен. Возникла угроза пленения и необходимость любой ценой сохранить полковые регалии. История сохранила имена лишь двух героев спасших полковое знамя. Поручики Лапин и Исаев сорвали знамя с древка, разрезали полотнище на части и поделили его между офицерами, которые и хранили знамя в плену, так же был спасен Георгиевский крест со знамени. Его выломали из навершия древка, и один из офицеров полка пронес его через весь плен. В декабре 1914 года в лагере Оснабрюк немцы нашли на пленном поручике Исаеве кусок полотнища, с надписью «С нами Бог». Но Исаев даже под пытками не стал давать немцам никаких показаний. Этот фрагмент знамени вплоть до 1945 года хранился в Берлинском Цейхгаузе и был возвращен на Родину только в конце Второй мировой войны. Большая же часть полотнища была спасена, и после Первой мировой войны вывезена из Германии в Россию, где в 1919 году куски полотнища были представлены в штаб Добровольческой Армии и впоследствии сданы в русский храм в Белграде. 19 октября 1925 года один из кусков полотнища был сдан прямо в храм, где соединённые остатки спасённого знамени хранились до 1945 года. Центральная часть знамени (Спас Нерукотворный) спасена подполковником Г.К. Склобовским в немецком плену и передана родственникам.
Полковой праздник — 5 июля. Старшинство полка с 16 августа 1806 г. — со дня образования Якутского полка.

## Знаки отличия полка
- Георгиевское знамя с надписью «За Севастополь в 1854 и 1855 гг.» и «1806—1906» и с Александровской юбилейной лентой, унаследовано от Якутского полка.
- Знаки отличия, нагрудные для офицеров и на головные уборы для нижних чинов, с надписью «За отличие», пожалованные за турецкую войну 1828—1829 гг.; также унаследованы от Якутского полка.

## Командиры полка
- 11.11.1863 — 13.08.1864 — полковник Белокопытов, Сергей Дмитриевич
- 13.08.1864 — 18.05.1874 — полковник Воейков, Андрей Яковлевич
- 18.05.1874 — 08.02.1885 — полковник (с 15.05.1883 генерал-майор) барон фон Штемпель, Фридрих Карлович
- 02.03.1885 — 24.11.1888 — полковник Алексеев, Александр Евдокимович
- 12.12.1888 — 16.10.1899 — полковник Кублицкий-Пиотух, Александр Игнатьевич
- 31.10.1899 — 24.06.1902 — полковник Гершельман, Иван Романович
- 27.07.1902 — 12.07.1908 — полковник Бычинский, Иван Егорович
- 31.07.1908 — 10.10.1908 — полковник Шереметов, Александр Васильевич
- 15.10.1908 — 02.07.1913 — полковник Никитин, Павел Андреевич
- 28.07.1913 — 04.11.1914 — полковник Венецкий, Георгий Николаевич
- 04.11.1914 — 18.12.1914 — полковник Вихирев, Александр Александрович
- 14.01.1916 — 10.05.1917 — полковник Пиотровский, Владимир Ромуальдович
- 10.05.1917 — 27.06.1917 — полковник Самоволов, Николай Павлович
- 04.07.1917 — 24.10.1917 — полковник Патрикеев, Иван Иванович